# Clarke megye (Mississippi)
Clarke megye az Amerikai Egyesült Államokban, azon belül Mississippi államban található. Megyeszékhelye és legnagyobb városa Quitman. Lakosainak száma 15 615 fő (2020. április 1.). Clarke megye Lauderdale, Wayne, Jasper, Choctaw és Newton megyékkel határos.

## Népesség
A megye népességének változása:
| Lakosok száma | 2986 | 5477 | 7505 | 15 021 | 17 741 | 21 630 | 16 699 | 16 539 | 16 006 | 15 615 |
|               | 1840 | 1850 | 1870 | 1880   | 1900   | 1910   | 2011   | 2012   | 2015   | 2020   |